# 因斯特奧登角
69°58′S 38°46′E / 69.967°S 38.767°E
因斯特奧登角，是南極洲的海岬，位於毛德皇后地的哈拉爾王子海岸，處於斯特蘭德內巴山西南面1.6公里的呂佐夫-霍爾姆灣東南端，根據挪威探險隊拍攝的空中照片繪入地圖，現時由南極條約體系管理。

## 外部連結
- . . United States Geological Survey.   [2012-07-08].
- 本条目引用的公有领域材料来自美国地质调查局的文档《因斯特奧登角》 （資料來自地名信息系统）。